# Ma conversation avec le chef de la poste
Ma conversation avec le chef de la poste est une nouvelle d’Anton Tchekhov.

## Historique
Ma conversation avec le chef de la poste est initialement publiée, sous le pseudonyme d’A.Tchekhonte, dans la onzième livraison de la revue russe Les Éclats, parue le 15 mars 1886.
Aussi traduit en français sous le titre Conversation avec le receveur des postes .

## Résumé
Un particulier demande au receveur des postes pourquoi il appose cinq cachets sur un colis. Et d’expliquer tous les tracas que sa mère a dû subir pour envoyer la lettre qu’il vient de recevoir - avec un billet d’un rouble à l’intérieur.

## Édition française
- Ma conversation avec le chef de la poste, traduit par Édouard Parayre, Les Éditeurs français réunis, 1958